# Ön i Fågelgatan (bok)
Ön i Fågelgatan (hebreiska: האי ברחוב הציפורים) är en israelisk barnbok från 1981 av den polske författaren Uri Orlev. Bokens handling bygger på författarens egna livsupplevelser i Warszawas getto under andra världskriget. 
Ön i Fågelgatan blev en stor läsarsuccé och 1996 tilldelades Orlev H.C. Andersen-medaljen för bestående bidrag till barnlitteraturen. En svenskspråkig utgåva av boken publicerades den 3 januari 2000 av förlaget Rabén & Sjögren, med översättning av Carla Widberg.

## Handling
Alex lever som på en öde ö bland sönderbombade hus i Warszawagettot under andra världskriget. Han måste själv skaffa mat, vatten och kläder. Allt han äger är en liten vit mus och hoppet att hans pappa ska komma tillbaka.

## Adaptationer
Ön i Fågelgatan filmatiserades 1997 i regi av Søren Kragh-Jacobsen och med Jordan Kiziuk i huvudrollen som Alex.